# 2612 Кетрін
2612 Кетрін (2612 Kathryn) — астероїд головного поясу, відкритий 28 лютого 1979 року.
Тіссеранів параметр щодо Юпітера — 3,178.